# اسلوبودان یانکوویچ (بازیکن فوتبال، زاده ۱۹۴۶)
اسلوبودان یانکوویچ (انگلیسی: Slobodan Janković؛ زادهٔ ۲۳ دسامبر ۱۹۴۶) بازیکن فوتبال اهل یوگسلاوی بود.
از باشگاه‌هایی که در آن بازی کرده‌است می‌توان به باشگاه فوتبال ماریبور، باشگاه فوتبال اوسیک، باشگاه فوتبال ستاره سرخ بلگراد، و باشگاه فوتبال لانس اشاره کرد.
وی همچنین در تیم ملی فوتبال یوگسلاوی بازی کرده‌است.